# Džuma
Džuma-namaz (arap. جمعة) muslimanska je molitva petkom. Isključivo se obavlja u džematu, i to umjesto podne-namaza. Samim tim osoba koja klanja džuma-namaz nije obavezna klanjati podne-namaz tog dana.

## Vrijeme džuma-namaza
Džuma-namaz počinje u isto vrijeme kad bi počeo podne-namaz. S ovim se slažu svi veći islamski pravci. Bosanskohercegovačka ulema, u skladu sa šerijatom, odlučila je da se džuma-namaz u svim džamijama klanja u unaprijed dogovorenom terminu, i to u 12.00 sati po zimskom ili u 13.00 sati po ljetnom računanju vremena.

## Način obavljanja namaza
Džuma-namaz se sastoji od dva dijela: molitve (namaza u općem smislu) i hutbe. Imam prvo održi hutbu, a potom se obavi molitva. Prije hutbe se prouči unutrašnji ezan, a prije molitve ikamet.
Ono što je također karakteristično za džumu jeste to da postoje dva ezana, tzv. vanjski i unutrašnji ezan. Prvobitno je postojao samo unutrašnji ezan, koji se učio u džamiji, no halifa Osman ibn Afan uveo je i vanjski ezan, s munare, jer je zapazio smanjenje broja vjernika, pa je pokušao na taj način privući ljude kojima je bila važnija trgovina nego vjerska obaveza.

### Hutba
Hutba prethodi molitvi. Tom prilikom imam se popne na minber i s njega drži govor. Govor se drži stojeći i u njemu je zahvala Alahu, šehadet, salavat na Poslanika, jedan ajet ili čitava sura iz Kurana, te na kraju dova. Sunet je da budu dva dijela, između kojih imam obično malo sjedne. Takođe, u nearapskim zemljama hutba se podijeli na hutbu na arapskom i hutbu na lokalnom jeziku.
Sadržaj hutbe može biti o vjerskim ili o opštim temama koje interesuju zajednicu vjernika, uključujući i politiku.

### Molitva
Sama molitva je dvorekatna, kao farz sabah-namaza. Klanja se isključivo u džematu na isti način kao i farz sabah-namaza.

## Obaveza džuma-namaza
Vjerska je obaveza klanjati džuma-namaz svim vjernicima muškarcima koji moraju ispuniti sljedeće uslove:
- da su slobodni (da nisu robovi ili zarobljenici),
- da su u svom gradu,
- da su zdravi,
- da su sigurni od napada,
- da nisu slijepi ili slabovidni i
- da su sposobni hodati.

Dakle, ako osoba ne ispunjava neki od ovih uvjeta, ili ako je žena, onda nije obavezna klanjati džuma-namaz, ali tada ostaje obaveza klanjanja podne-namaza, ali ne u džematu. Prema islamskim učenjacima, preporučljivo je za ženu da, ako je ne sprečavaju neke druge obaveze, ipak obavi džuma-namaz.

## Značaj džuma-namaza
Za vjernike džuma-namaz ima ogroman značaj. Smatra se da se brišu grijesi počinjeni između dvije džume onome ko na iskren i ispravan način obavi te molitve. Sam značaj petka kao dana u islamskom svijetu je ogroman. U taj dan je, prema njihovom vjerovanju, stvoren Adem, u taj dan je uveden i izveden iz Dženeta, a takođe vjeruju da će Sudnji dan biti u petak.

## Slaganje islamskih pravaca
Većina islamskih pravaca koji obuhvataju najveće zajednice sunitskih i šiitskih vjernika slažu se u važnosti džuma-namaza i u njegovom praktikovanju. Međutim, u arapskim zemljama je, za razliku od Bosne i Hercegovine i ostalih južnoslovenskih zemalja, hutba petkom vrijeme kada se iznose razni politički stavovi i opcije, te opšta pitanja koja interesuju čitavu zajednicu muslimana, ali i pitanja koja interesuju samo tu lokalnu zajednicu. Tako je, na primjer Iranska revolucija počela okupljanjem vjernika na džuma-namazu.

## Spoljašnje veze
Mediji vezani za članak Džuma na Vikimedijinoj ostavi